# Percy Hobart
Generálmajor Sir Percy Cleghorn Stanley Hobart (14. června 1885 – 19. února 1957), také známý pod přezdívkou „Hobo“, byl britským vojenským ženistou, který se proslavil jako inovátor obrněné techniky a velitel 79. obrněné divize. Mnoho speciálních typů ozbrojené techniky použité během vylodění v Normandii bylo jeho dílem.

## Mládí
Percy Cleghorn Stanley Hobart se narodil v Naini Tal v Britské Indii Robertu T. Hobartovi a jeho ženě Janettě, rozené Stanleyové. V dětství se Percy zajímal o studium historie, malování, literaturu i církevní architekturu. Vzdělání se mu dostalo na Temle Grove School a Clifton College a v roce 1904 úspěšně ukončil studia na Královské vojenské akademii ve Woolwichi a byl přiřazen k jednotce Královských ženistů. Nejdříve byl odvelen do Indie, ale za první světové války sloužil ve Francii a v Mezopotámii (dnešním Iráku). V letech 1919 až 1920 se podílel na váziristánském tažení, při kterém britské a indické jednotky pacifikovaly nepokoje, které propukly v místních vesnicích.
V roce 1920 nastoupil na důstojnickou školu Staff College v Camberley, kde si také roku 1923 uvědomil potenciál tanků pro budoucí vedení války. Dobrovolně proto požádal o přeložení ke královskému tankovému sboru. V témže roce byl také jmenován instruktorem na Staff College v Quettě, kde sloužil až do roku 1927. V listopadu 1928 se Hobart oženil s Dorotheou Fieldovou, dcerou plukovníka C. Fielda, příslušníka královské námořní pěchoty. Její sestrou byla Elizabeth, která se provdala za Bernarda Montgomeryho.
V roce 1934 byl Hobart povýšen na brigádního generála a velel první stálé britské obrněné brigádě. V následujícím období se však musel velmi snažit, aby získal pro svou jednotku dostatek financí, neboť i nadále v britské armádě převládali konzervativní důstojníci.
V roce 1937 se Hobart stal náměstkem velitele útvaru (obrněná bojová vozidla) a později velitelem vojenského výcviku. Ve stejné době také byl povýšen do hodnosti generálmajora. V roce 1938 byl převelen do Egypta, kde měl zformovat a vycvičit mobilní ozbrojené síly, ale setkal se s odporem místních velitelů. I přes značnou kritiku nově vzniklá jednotka přetrvala a později se stala součástí 7. obrněné divize, známé jako „Pouštní krysy“.

## Druhá světová válka

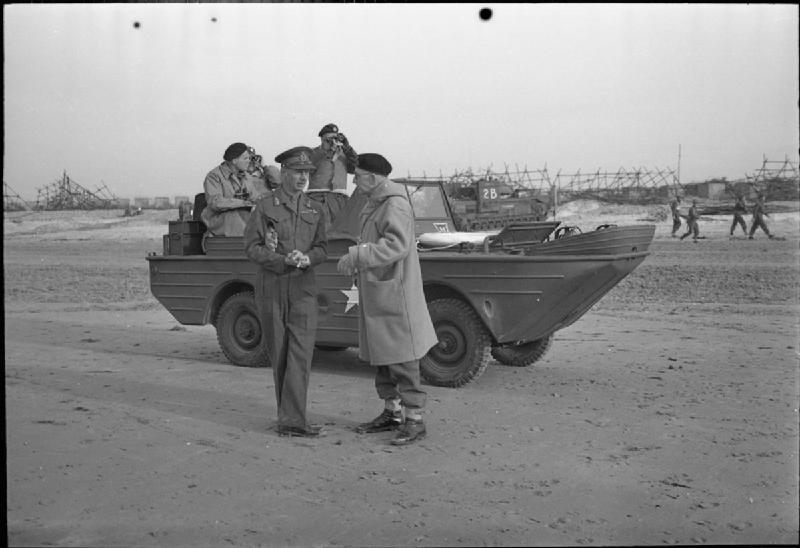
Genpor. M. Dempsey (vlevo) s genmjr. P. Hobartem během přípravy na invazi v květnu 1944. Za nimi je vidět obojživelný džíp Ford GPA.

V roce 1940 vyslyšel generál Sir Archibald Wavell hlasy Hobartových kritiků a odvolal jej z aktivní služby. Po odchodu z armády se Hobart ihned přidal k místní domobraně, obdržel hodnost svobodníka a byl pověřen obranou svého domovského města, Chipping Campdenu. Hobart se svého úkolu precizně zhostil a brzy byl povýšen na zástupce oblastního organizátora domobrany. Linddel Hart však velmi tvrdě kritizoval Hobartovo odvolání, a napsal proto článek do novin Sunday Pictorial. Poté v roce 1941 Winston Churchill rozhodl o jeho opětovném povolání do aktivní služby a byl mu svěřen výcvik 11. obrněné divize, kterého se zhostil na výbornou.
Jeho odpůrci se ho opětovně pokusili odstranit, tentokrát argumentovali jeho zdravotním stavem, ale Churchill jej odvolat odmítl. Místo toho mu byl svěřen úkol zformovat a vycvičit novou obrněnou divizi, tentokrát to byla 79. obrněná divize.

### 79. obrněná divize
Nájezd na Dieppe v srpnu 1942 názorně ukázal neschopnost tanků a pěchoty při zdolávání opevňovacích překážek během obojživelného přistání. Vyvstala tedy potřeba vytvořit speciální vozidla, která by se s těmito překážkami, ať už přírodními nebo vytvořenými člověkem, byla schopna vypořádat.

Znak 79. obrněné divize

V březnu 1943 z důvodu nedostatku financí dokonce hrozilo, že 79. obrněná divize bude rozpuštěna, ale generál štábu sir Alan Brooke místo toho Hobarta vyzval k přetvoření divize na jednotku složenou ze speciální obrněné techniky. Hobart tento návrh nejdříve přijal s nedůvěrou a souhlasil až poté, co celou záležitost probral s Hartem. Kladl si však podmínku, že jednotka bude stále brána jako operační a bude počítáno s jejím nasazením v boji. Divize tedy byla přejmenována na 79. (experimentální) obrněnou divizi královských ženistů. Znakem jednotky se stala černá býčí hlava s planoucími nozdrami umístěná na žlutém trojúhelníku. Tento znak se pak hrdě vyjímal na každém divizním vozidle.
Pod Hobartovým velením vyrostla jednotka složená z upravených tanků obecně zvaných „Hobartova udělátka“ (Hobart's Funnies). Byly využity nejen během vylodění v Normandii, ale i při dalších akcích při spojeneckém tažení Evropou. Tyto zvláštně modifikované tanky byly oceňovanými pomocníky dalších jednotek. Tato technika byla nabídnuta i Američanům, ti však, s výjimkou obojživelného tanku typu Sherman DD, nabídky nevyužili. Vozidla 79. obrněné divize však během bojů nebyla nasazena společně, ale byla přiřazena k ostatním jednotkám. Na konci války čítal vozový park divize na 7000 vozidel. K rozpuštění divize pak došlo 20. srpna 1945.
Hobart již dlouho v aktivní službě nezůstal, v roce 1946 odešel do výslužby. Zemřel roku 1957 ve Farnhame v Anglii.

## Fotogalerie

Hobartova udělátka
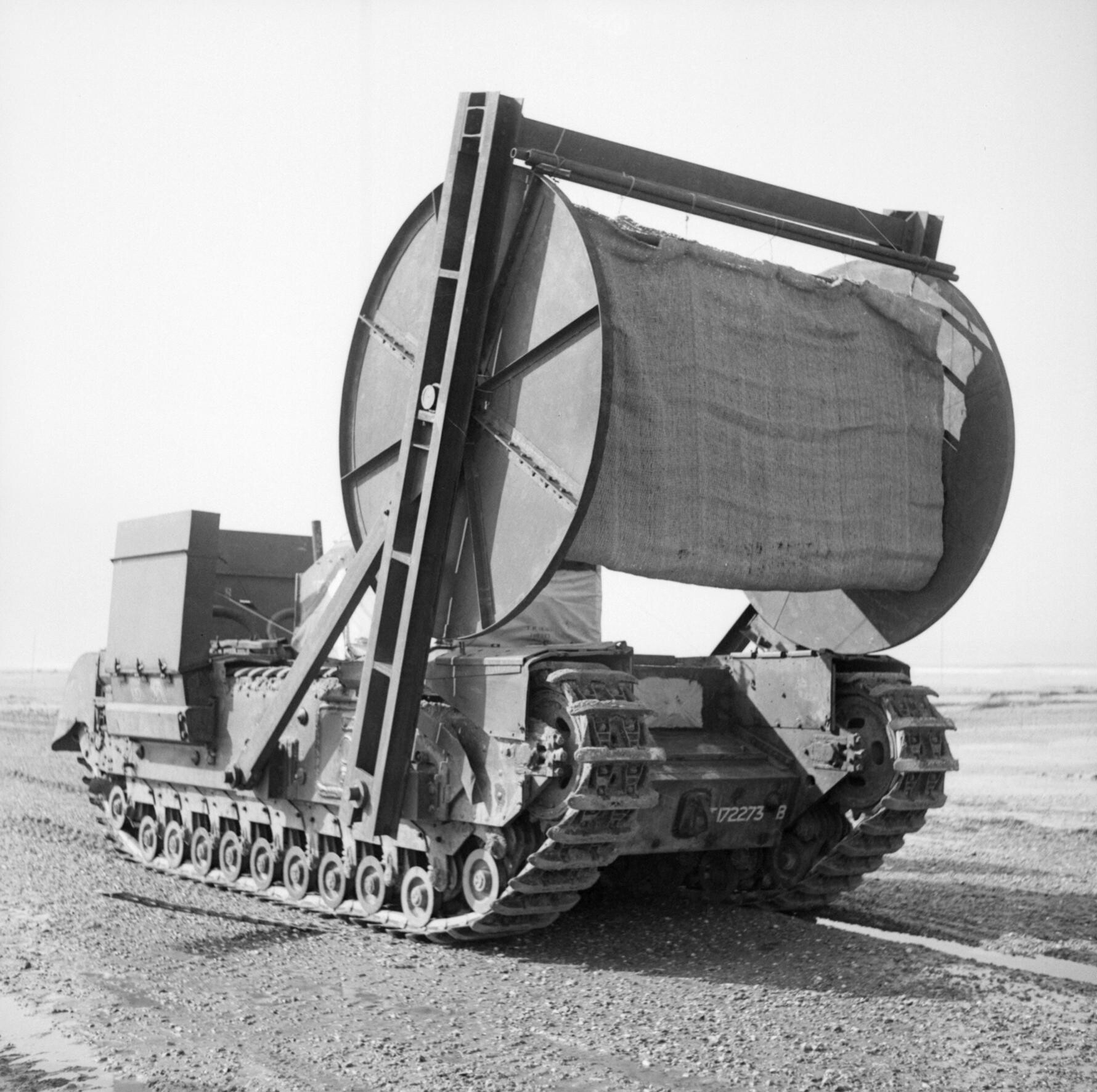
Churchill AVRE
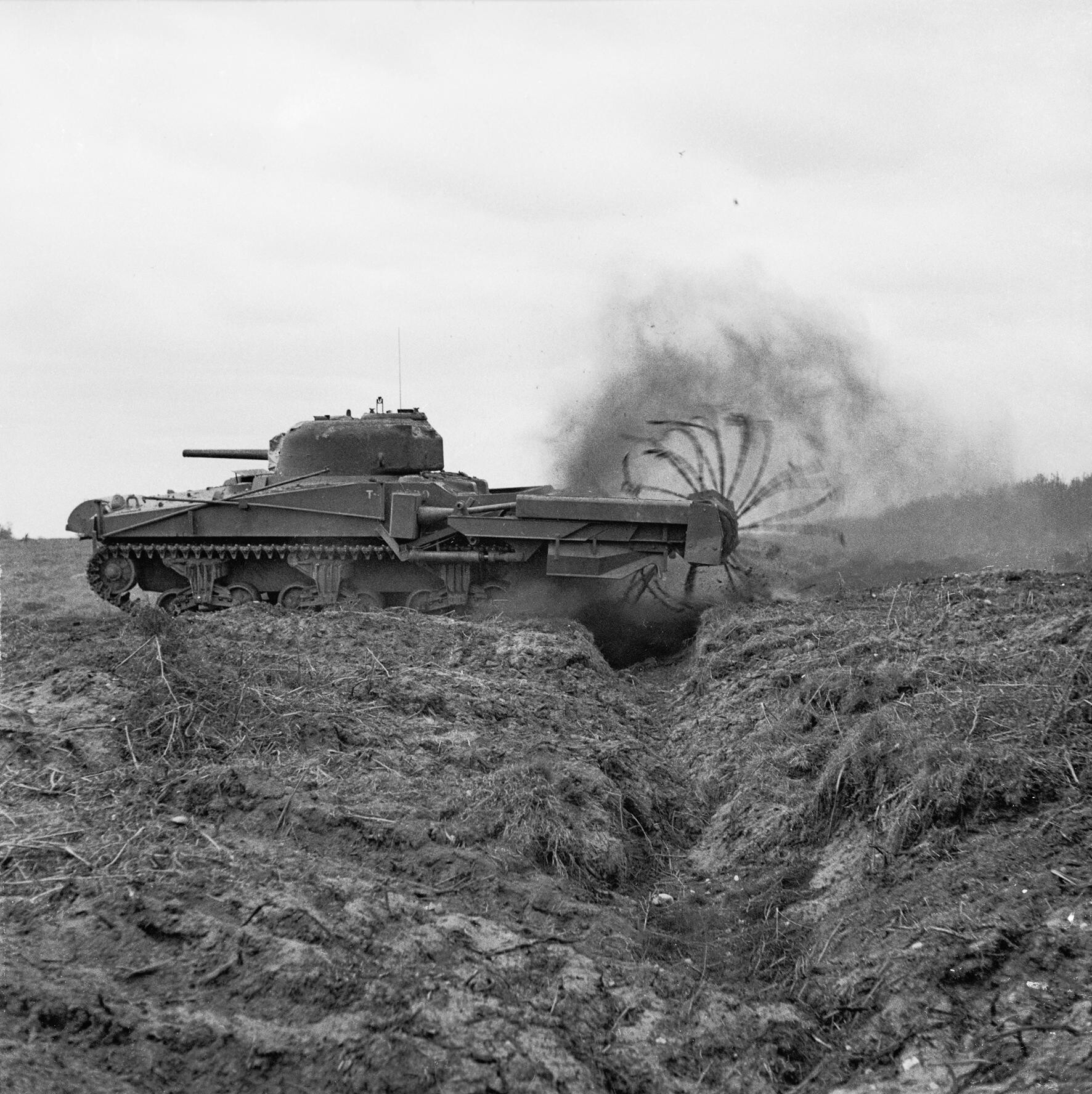
Sherman Crab Mk II
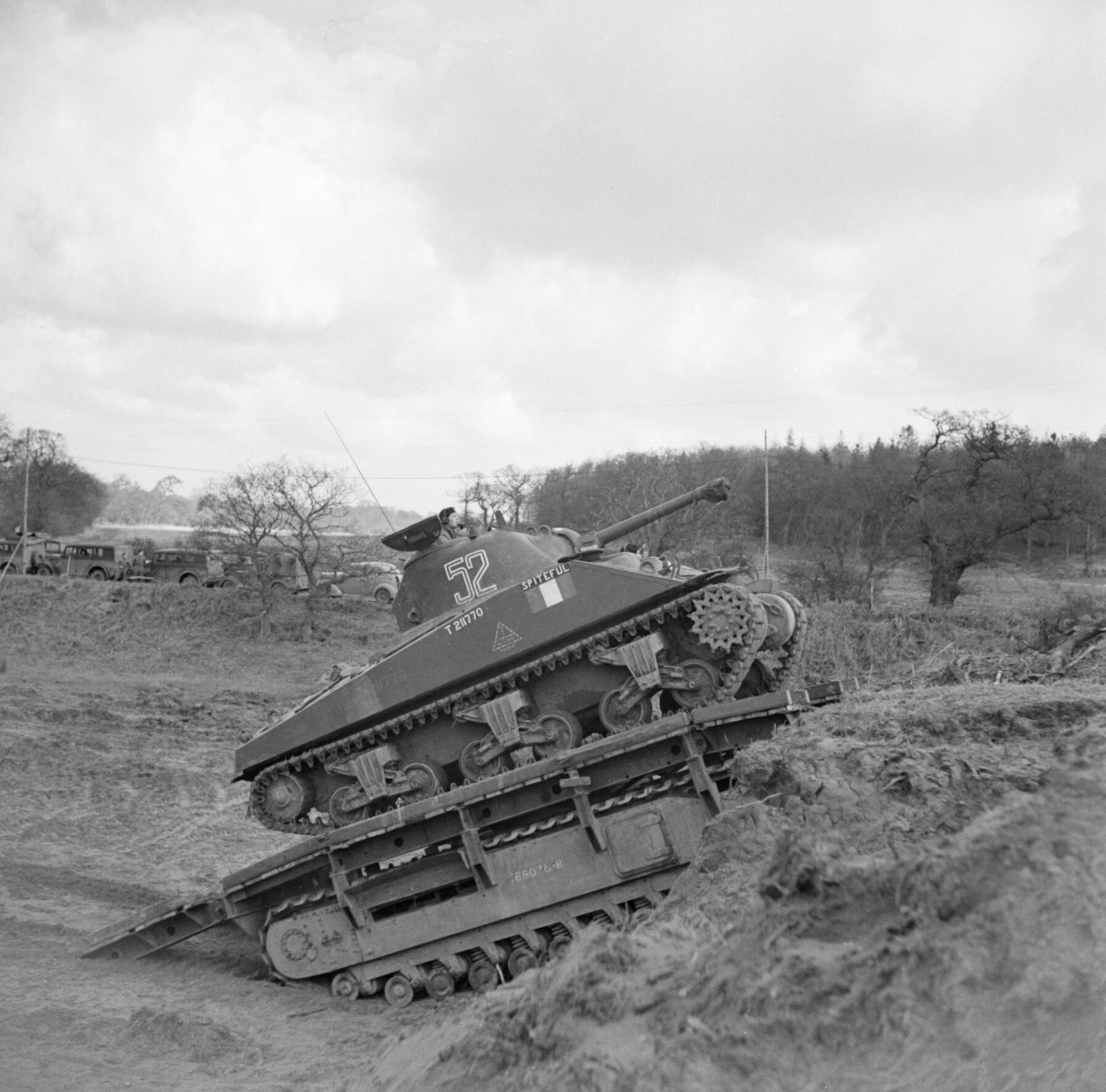
Tank Sherman využívající k překonání překážky Churchillův „oblouk“
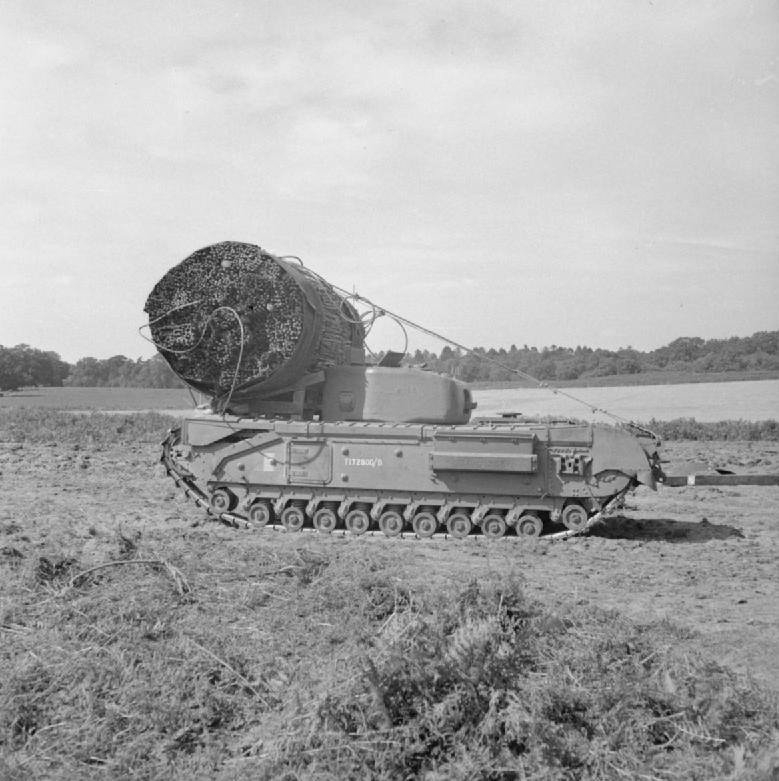
Churchill AVRE
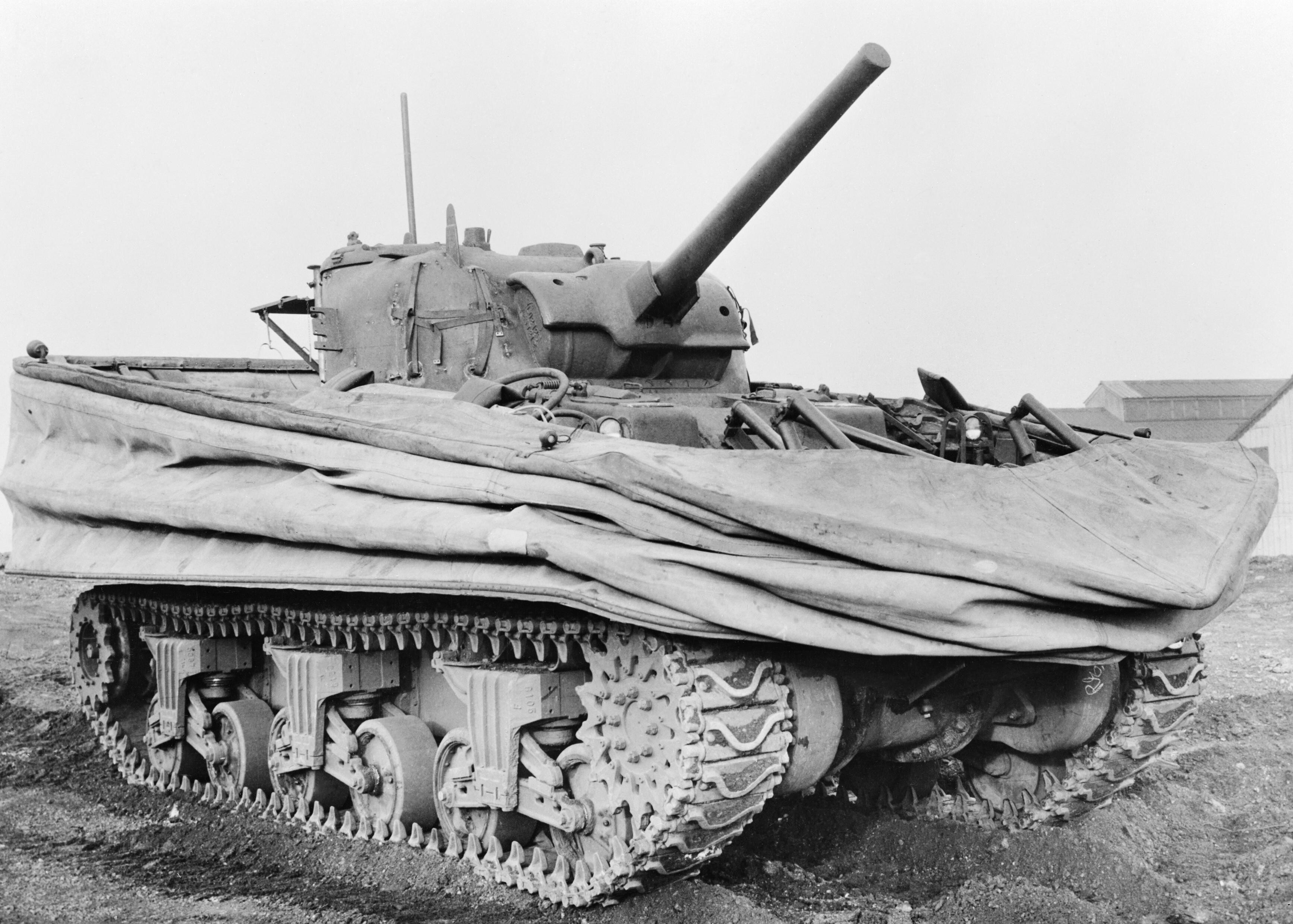
Sherman DD - obojživelný tank
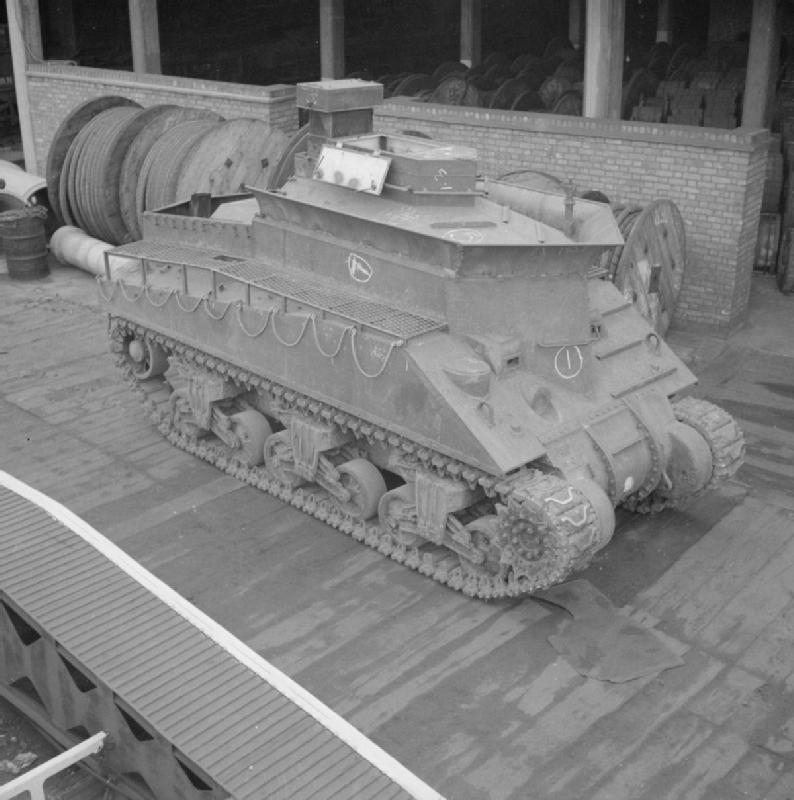
Sherman BARV
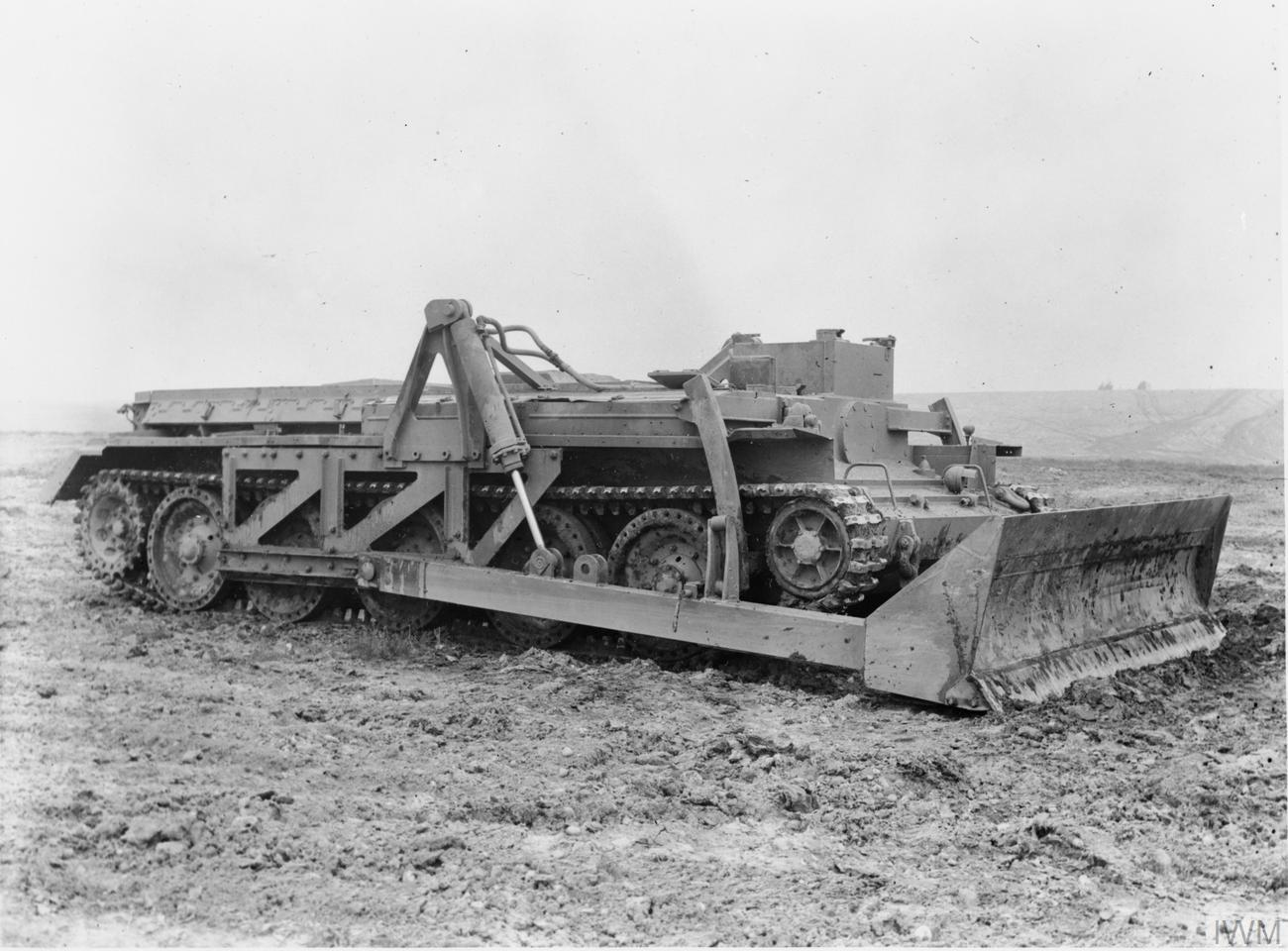
Centaur Dozer

## Vyznamenání
Již za svou službu v první světové válce obdržel Řád za vynikající službu a také vojenský kříž (Military Cross). Za druhé světové války, v roce 1943 Hobart získal Řád britského impéria v hodnosti rytíř-komandér. Po válce byl oceněn americkou medailí Legion of Merit. Získal také Řád lázně.